# ブラック・ウィドーズ・オブ・リヴァプール

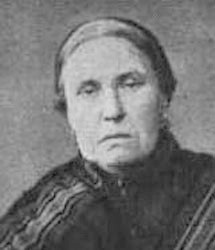
キャサリン・フラナガン (Catherine Flannagan)

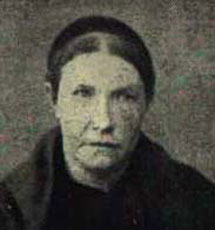
マーガレット・ヒギンス (Margaret Higgins)

キャサリン・フラナガン (英: Catherine Flannagan、1829年 - 1884年3月3日) とマーガレット・ヒギンス (英: Margaret Higgins、1843年 - 1884年3月3日) はアイルランド人の姉妹であり、イングランド・マージーサイド州リヴァプールにて1名をヒ素で毒殺した容疑で有罪になった。ほかにも数名を殺害した疑惑がある。2人は被害者とおぼしき人物が死ぬ度に生命保険の一種である埋葬保険組合の支払いを受け取っていた。キャサリン・フラナガンは一度は警察の追跡から逃れたものの、最終的には2人とも逮捕され、1件の殺人で有罪となった。2人はカークデール刑務所で同じ日に絞首刑で処刑された。現代の調査により、当時の警察は、フラナガンとヒギンスは保険金殺人を共謀していた集団の一員でしかないと考えていた可能性が浮上した。しかし、この2人の姉妹を除いて、共謀者とされた女性たちが有罪となることはなかった。

## 相次ぐ死
1880年代前半、キャサリン・フラナガンとマーガレット・フラナガンの姉妹は、リヴァプールのスカーヴィング・ストリート5番地で下宿屋を経営していた。1880年の終わりには、下宿屋にこの2人の姉妹とキャサリンの息子のジョン (英: John)、下宿していた2つの家族が住んでいた。下宿していた一家は、煉瓦屋の下働きのトーマス・ヒギンス (英: Thomas Higgins)とその娘のメアリー (英: Mary)、そしてパトリック・ジェニングズ (英: Patrick Jennings) とその娘のマーガレット (英: Margaret) である。22歳のジョン・フラナガンは以前は健康だったが、1880年12月に突然に死亡した。ジョンの死については特に取り沙汰されることはなかった。キャサリンは埋葬保険組合から71ポンド (2012年時点の5984ポンドと同等) を受け取った。ジョンは以前に埋葬保険組合に加入していたが、ジョンが死亡したのは加入してからまもなくのことだった。
1882年までに、マーガレットと下宿人のトーマス・ヒギンスは恋愛関係になった。2人は同年10月に結婚した。トーマスの娘である8歳のメアリーは病気になり、2人が結婚してから数ヶ月後に死亡した。メアリーの死により再び埋葬保険組合の支払いがあり、今回はマーガレット・ヒギンスが受け取った。
1883年1月、19歳のマーガレット・ジェニングズが死亡した。埋葬保険組合の支払いはキャサリンが受け取った。
下宿屋での相次ぐ死が近隣で噂になり、キャサリンとマーガレット、トーマスはラティマー・ストリート105番地、次いでアスコット・ストリート27番地に居を移した。1883年9月、当時45歳のトーマス・ヒギンスも謎の病に倒れた。腹痛がひどかったため、ウィットフォード (英: Whitford) 医師が呼ばれた。医師はトーマスの病気は安物のウィスキーを飲んだことに関係する赤痢であると診断し、アヘンとひまし油を処方した。トーマスは病気になってから2日後に死亡した。数日後、同じ医師に連絡がとられ、死亡証明書を出すように依頼された。医師はそれに応じ、死因を赤痢とした。

## 捜査
トーマス・ヒギンスの死に対して担当の医師は何の疑問も抱かなかったが、トーマスの兄弟のパトリック (英: Patrick) は、強靭で良好な健康状態だったトーマスがたやすく病に屈したと聞いて驚愕した。パトリックはトーマスが5つの別個の埋葬保険組合に加入していたことを発見した。これにより、トーマスの未亡人には約100ポンドの収益があった。パトリックは当局とともにこの件を追及した。こうしてトーマスの遺体の検死が命じられた。トーマスの通夜の最中、会葬者たちに出し抜けに検視官が検死を実施するために姉妹の家を訪れた。キャサリン・フラナガンは全面的な検死が行われると耳にすると、すぐに自宅から逃亡した。
トーマスの遺体の全面的な検死を行ったところ、ヒ素中毒の証拠が発見された。トーマスの臓器にはヒ素の痕跡が見られ、その量から数日にわたってヒ素を盛られていたことが示された。自宅から発見された瓶に入った白い物質やマーガレットが使っていた市場用の物入れなどの証拠品が、毒物の専門家のキャンベル・ブラウン (英: Campbell Brown) 博士により調査された。ブラウンはマーガレットの物入れからヒ素の存在を確認し、瓶の中身はヒ素溶液 (特異な不純物を含んでいた) であることを確かめた。
マーガレット・ヒギンスはすぐに逮捕された。キャサリンは下宿屋から下宿屋へと移動して1週間ほど警察の手から逃れていたが、結局ウェバーツリーで逮捕された。1883年10月16日、2人はトーマス・ヒギンス殺害の容疑で正式に起訴された。
トーマス・ヒギンスの死因がヒ素中毒であると明らかになったとき、姉妹の下宿屋で以前に死亡した人々の遺体を掘り返す命令が出された。ジョン・フラナガン、メアリー・ヒギンス、マーガレット・ジェニングズの遺体の腐敗の程度はどれも最小限だった。これはヒ素中毒に関連する性質である。また、3人の遺体からはヒ素の痕跡が発見された。
捜査官たちは当初、毒殺に使用されたヒ素は殺鼠剤に由来するものと考えていた。しかし、殺鼠剤で一般に使用される混和物は検死では検出されなかった。そのため、新しい仮説を編み出す必要があった。薬剤師の元から入手するという通常の手法でヒ素を得たとは考えられなかった。このような経路からは医師などであれば購入できても、無学な庶民には困難である。最終的に、当時一般に使用されていたハエ取り紙にはヒ素が含まれており、ハエ取り紙を水に浸すとヒギンスの住居で発見された瓶の中にあった液体と混和物も含めて同一の溶液を作ることができると判明した。

## 事件の余波
キャサリンは逮捕されると事務弁護士に対して自分たちだけが独自に殺人を犯したわけではないと主張し、これらの事件とは別に起きた6件または7件の死亡事件の一覧を渡した。キャサリンによると、これらの事件は保険詐欺に関係する殺人事件であるという。これらの殺人を犯したり、殺人者に保険金を渡したりしたとされる自分たち以外の5名の女性の一覧も渡した。

### 共謀の疑惑
ヒ素による毒殺には共謀者がいるとしてキャサリン・フラナガンが渡した一覧表には、キャサリン自身の他に3名の毒殺者と、共犯者1名、死の際に保険金を支払った保険組合の代理人3名の名前があった。毒殺者にはマーガレット・エヴァンズ (英: Margaret Evans)、ブリジェット・ベグリー (英: Bridget Begley)、マーガレット・ヒギンスが、共謀に関与する保険組合の代理人にはマーガレット・ポッター (英: Margaret Potter)、ファロン (英: Fallon) 夫人、ブリジェット・スタントン (英: Bridget Stanton) が、毒殺者のうちの1人が要求していたヒ素を入手した人物にキャサリン・ライアン (英: Catherine Ryan) の名前が挙がっていた。フラナガンによれば、マーガレット・エヴァンズがこの犯罪の共謀を煽動した人物であり、ライアンが入手し、エヴァンズが管理した毒物で精神障害の10代の少年を殺害したのが最初だったという。この事件でエヴァンズは保険金を直接受け取っていないが、エヴァンズは少年の父親と付き合いがあり、そこから利益を受け取っていたことがほのめかされている。フラナガンが共謀に関与していると主張した女性たちは全員当時の疑わしい死亡事件でしばしば登場する。例えば、スタントン夫人はそのような死亡事件のうちの3件でかけられていた保険に関与しており、共謀者とされる女性のうちの2名以上は疑わしい死亡事件が起こる直前に死亡した人物の元を訪れていたのが目撃された。保険会社の監督者がトーマス・ヒギンスに保険証を発行する過程でトーマスに面会することを要求したとき、監督者はヒギンスの自宅でフラナガンでもヒギンスでもない女性と出会い、トーマスと称する人物を紹介された。後に、監督者はトーマスの遺体を見て、そのとき会った人物が実はトーマスではない全くの別人であることに気がついた。
フラナガンの証言は時折、自身の話や共謀について明白に事実のように思えることに対して矛盾していることがあった。ある事件で、スタントン夫人が殺人被害者の保険金の支払いに密接に関係しており、フラナガンがスタントンは共謀の片棒を担いでいたと認識していたにもかかわらず、警察がスタントンを逮捕すると、フラナガンはスタントンは無実だと主張した。最終的にリヴァプール検察は、他の死亡事件は実際には殺人のようではあるが、ヒギンスやフラナガン以外の何者かがそれを実行したことを証明するのは難しいという結論を下した。特に、自分たち以外の女性たちが殺人に関与したという主要な証拠はフラナガンから提供されたものであり、フラナガンには犯行における自身の責任を最小化したいと試みるだけの理由が存在したことが考慮された。その結果、全捜査チームが4名だけが殺人の犠牲者ではなく、2人の姉妹以外にも殺人者がいると依然として疑っていたにもかかわらず、フラナガンとヒギンスだけがトーマス・ヒギンス殺害の容疑で裁判にかけられた。

### 裁判
1884年の裁判で検察は、2人の姉妹は公式に告発されたトーマス・ヒギンスの件だけでなく、下宿屋で起きた他の3件の死亡事件にも関与していると主張した。キャサリン・フラナガンは慈悲を求めて他の共謀者を告発するための証拠を提供することを申し出たが却下された。2人の姉妹は有罪という判決が下され、絞首刑が言い渡された。2人の処刑は1884年3月3日にカークデール刑務所で行われ、ローマカトリック教会の司祭が同席した。1千人の人々が処刑を見ていたという。

## メディアでの扱い
当時のフラナガン姉妹についての報道で、姉妹が毒を使ったことと、ルクレツィア・ボルジアが同じように毒を使った物語から、姉妹は"disciple[s] of Lucrezia Borgia" (直訳すると「ルクレツィア・ボルジアの門徒」)、または"the Borgias of the Slums" (直訳すると「スラムのボルジア」) であると言及された。現代では、アンジェラ・ブラビン (英: Angela Brabin)やテレビシリーズDeadly Womenのように、この事件の毒殺という側面よりも、共謀して犯行を行った可能性があるという側面の方が注目された。特に、フラナガン姉妹が殺人を共謀していた徒党の一員であった可能性があるという点について言及して、彼女たちを"black widows" (ブラック・ウィドーズ、直訳すると「黒後家」) や"The Black Widows of Liverpool" (ザ･ブラック・ウィドーズ・オブ・リヴァプール、直訳すると「リヴァプールの黒後家」) と呼ぶようになっている。2人の処刑の後、フラナガンとヒギンスの蝋人形がマダム・タッソー蝋人形館の「恐怖の部屋」に設置された。